# أسطول غواصات يو الواحد والعشرون
أسطول غواصات يو الواحد والعشرون كانت وحدة تابعة لبحرية ألمانيا النازية كريغسمرينه قبل وأثناء الحرب العالمية الثانية. تم تشكيلها في عام 1935 باعتبارها Schulverband ("وحدة المدرسة") ومقرها في كيل تحت قيادة كابتن ات سي Kurt Slevogt ( Chef des Schulverbandes ).
في مايو 1937 انتقلت الوحدة لنويشتات إن هولشتاين وأعيدت تسميتها Unterseebootsschulflottille، ( "U-قارب مدرسة أسطول")، بقيادة كابيتينلويتننت هاينز Beduhn.
في يونيو 1940 تم إعادة تشكيلها 21. Unterseebootsflottille ، وفي يوليو 1941، نقل الأسطول قواعد إلى بيلاو. تم حل الأسطول في مارس 1945. 

## قادة الأسطول
- كابيتان زور انظر كورت Slevogt (1935-1937)
- كابيتينلويتننت هاينز Beduhn (نوفمبر 1937-مارس 1940)
- كورفيتنكابيتان Paul Büchel (مارس 1940 - يونيو 1943)
- Korvettenkapitän أوتو شوهارت (يونيو 1943 إلى سبتمبر 1944)
- Kapitänleutnant Herwig Collmann (سبتمبر 1944 - مارس 1945)

## الغواصات
تم تعيين واحد وخمسين غواصة يو لهذا الأسطول أثناء خدمته. 
- يو-2
- U-3
- U-4
- U-5
- U-6
- U-7
- U-9
- U-10
- U-11
- U-20
- U-21
- U-23
- U-24
- U-29
- U-34
- U-38
- U-48
- U-60
- U-61
- U-62
- U-72
- U-80
- U-101
- U-120
- U-121
- U-139
- U-141
- U-148
- U-151
- U-152
- U-236
- U-251
- U-291
- U-368
- U-416
- U-430
- U-555
- U-704
- U-708
- U-712
- U-720
- U-733
- U-746
- U-922
- U-977
- U-1195
- U-1196
- U-1197
- U-1198
- U-1201
- U-1204